# Sphagnum pungifolium
Sphagnum pungifolium là một loài rêu trong họ Sphagnaceae. Loài này được X.J. Li mô tả khoa học đầu tiên năm 1993.